# وینباگو (ویسکانسین)
وینباگو (به انگلیسی: Winnebago) یک منطقهٔ مسکونی در ایالات متحده آمریکا است که در ویسکانسین واقع شده‌است. وینباگو ۲۳۵٫۰ متر بالاتر از سطح دریا واقع شده‌است.